# Paul Blobel
Paul Blobel (13. august 1894 – 7. juni 1951) var SS-Standartenführer (en rang der modsvarer oberst) og medlem af Sicherheitsdienst den tyske efterretningstjeneste under nazismen, og Einsatzgruppen.
Han blev født i Potsdam, deltog i Første Verdenskrig og blev dekoreret med Jernkorset af 1. klasse. Efter krigen studerede Blobel arkitektur og praktiserede dette erhverv fra 1924 til 1931, hvorefter han mistede sit arbejde, tiltrådte det nazistiske parti NSDAP og blev medlem af SS.
Under Nürnbergprocessen blev han dømt til døden ved hængning.